# 디미타르 코바체프스키
디미타르 코바체프스키(마케도니아어: Димитар Ковачевски, 마케도니아어 발음: [di'mitar kɔ'vat͡ʃɛfski], 1974년 7월 24일~)는 북마케도니아의 정치인이자 경제학자로 2022년 1월 16일부터 2024년 1월 28일까지 북마케도니아의 총리를 역임했다. 코바체프스키는 마케도니아 사회민주주의 동맹(SDSM) 소속으로 2020년부터 전임 총리 사임 후 2022년 총리로 임명될 때까지 재무차관을 역임했다.

## 생애
코바체프스키는 쿠마노보에서 태어났다. 그는 2000년부터 2005년까지 쿠마노보 시장이었던 슬로보단 코바체프스키의 아들로 2006년 양국 수교 이후 몬테네그로 주재 마케도니아 공화국 대사를 지냈다.
코바체프스키는 1998년 마케도니아 통신 회사 마케돈스키 텔레콤에서 근무를 시작했으며 2005년부터 2017년까지 회사에서 여러 관리직을 역임했으며 2017년부터 2018년까지 텔레콤 오스트리아 그룹의 자회사인 A1 마케도니아(당시 one.Vip)의 전무이사를 역임했다.
2018년 코바체프스키는 개인 회사를 공동 설립하여 북마케도니아에 태양광 모듈 생산을 위한 최초의 국내 공장을 열었다.
그는 1994년부터 마케도니아 사회민주주의 동맹의 일원으로 활동하고 있다.

## 정치 경력
2020년 북마케도니아 총선 이후, 조란 자에프의 두 번째 정부에서 재무부 차관으로 임명되었다.
자에프는 2021년 지방 선거에서 패배한 후 총리직과 SDSM 대표직 모두 사임을 발표하였다. 이는 취약한 다수당 집권에 불안정을 야기하였지만, VMRO-DPMNE가 이끄는 야당의 불신임 투표 압력에도 불구하고 살아남았다. 이 결과, 자예프의 정부는 그 때까지 야당에 있었던 알테르나티바로부터 다른 4명의 하원의원들의 지지를 얻음으로써 의회의 과반수를 강화하였다. 코바체프스키는 자예프의 가장 유력한 후임자로 그의 이름을 알린 알테르나티바와의 협상 동안 자예프와 동행하였다.
2021년 12월 12일 자예프가 SDSM의 회장직을 공식적으로 사임함에 따라 코바체프스키는 당내 선거에서 승리를 거두었고, 나머지 두 후보는 득표율에서 크게 뒤져 자예프의 뒤를 이어 당 대표가 되었다. 그리고 그는 2022년 1월 16일에 취임했다.